# Parliament-Funkadelic
Parliament-Funkadelic (Па́рламент-Фанкаде́лик), также известный как P-Funk (Пи-фа́нк) — многочисленный коллектив исполнителей, оказавший огромное влияние на чёрную музыку Америки 1970-х годов. Основателем, идеологом и главой проекта был Джордж Клинтон. (Также слово «P-Funk» использовалось в качестве названия для коллективного музыкального стиля всего проекта.)
В проекте были две основные музыкальные группы, — Parliament и Funkadelic, каждая со своим особым музыкальным стилем, — но по сути эти две группы были двумя сторонами одной медали, поскольку в них играли одни и те же музыканты.
Кроме вышеуказанных групп, проект порождал множество более мелких, с разной степенью временности, музыкальных групп и проектов — например, Brides of Funkenstein и Parlet, сольные карьеры отдельных участников, в особенности самого Джорджа Клинтона и басиста Бутси Коллинза, а также совокупная музыкальная группа P-Funk All-Stars.
Всего на протяжении 1970-х годов в ритм-н-блюзовый чарт «Билборда» попали порядка 60 синглов групп Parliament, Funkadelic и множества связанных с ними проектов-ответвлений.
В 1997 году коллектив Parliament-Funkadelic был внесён в Зал славы рок-н-ролла. Кроме того, от групп Parliament и Funkadelic по одной песне («Give Up the Funk (Tear the Roof off the Sucker» и «One Nation Under a Groove», соответственно) входит в составленный Залом славы рок-н-ролла список 500 Songs That Shaped Rock and Roll.

## Группы и проекты
- Parliament
- Funkadelic

и другие — см. также список «List of P-Funk projects» в английской Википедии.